# Paul Sigismond de Montmorency-Luxembourg
Pour les autres membres de la famille, voir Maison de Montmorency.
Paul de Montmorency-Luxembourg, duc de Châtillon, né le 3 septembre 1664 à Ligny-en-Barrois et mort le 28 octobre 1731 à Paris est un militaire français.

## Biographie

### Origines familiales
Paul Sigismond de Montmorency-Luxembourg est le troisième fils de François-Henri de Montmorency-Luxembourg et de Madeleine de Clermont-Tonnerre, duchesse de Piney. Il est issu de la prestigieuse maison de Montmorency. Son père est maréchal de France. Paul de Montmorency-Luxembourg a trois frères et une sœur : Charles-Frédéric (1662-1726), militaire ; Pierre-Henri (1663-1700), abbé ; Christian (1675-1746), maréchal de France ; et Angélique (1666-1736), qui épouse Louis-Henri de Bourbon-Soissons.

### Carrière militaire
Enseigne au régiment du Roi en 1680, il sert au siège de Courtrai en 1683. Il commande une compagnie au siège de Luxembourg en 1684. Le 17 septembre 1684, il est colonel du Régiment de Nivernais (1684-1753), puis du régiment de Provence en 1689, à la tête duquel il combat à la bataille de Fleurus en 1690, au siège de Mons en 1691, au siège de Namur en 1692 et à la bataille de Steinkerque, dont il apporte la nouvelle de la victoire au roi qui le crée brigadier le 11 août 1692. Il reçoit un sérieuse blessure à la bataille de Neerwinden le 29 juillet 1693 et passe au régiment de Piémont au mois d'août suivant. Employé à l'armée des Flandres en 1695, il se trouve au bombardement de Bruxelles et au combat de Tongres.
Duc de Châtillon par cession de la duchesse de Mercklembourg-Schwerin, sa tante, il obtient en 1695 des lettres d'érection en duché de la terre de Châtillon en sa faveur et pour ses descendants mâles.
Il sert une dernière fois dans l'armée de la Meuse. Ses blessures l'empêchant de continuer de servir, il quitte l'armée en 1700. Il est nommé lieutenant-général du gouvernement de Bourgogne en 1722. Il meurt à Paris le 28 octobre 1731 à l'âge de 67 ans.

### Mariages et descendance
Le 6 mars 1696, il épouse Marie-Anne de La Trémoille (1676-1708), marquise de Royan et comtesse d'Olonne. De ce mariage sont nés :
- Frédéric (1698-1700) ;
- Paul (1697-1785), qui épouse Angélique de Harlus (1699-1769), dont postérité.

Le 20 mars 1731, il épouse en secondes noces Élisabeth Rouillé (1694-1740), ils n'ont pas d'enfant.

## Ascendance
Hugues Capet → Robert II de France → Henri Ier de France → Philippe Ier de France → Louis VI de France → Robert Ier de Dreux → Alix de Dreux → Gertrude de Nesle-Soissons → Bouchard V de Montmorency → Mathieu III de Montmorency → Mathieu IV de Montmorency → Jean Ier de Montmorency → Charles Ier de Montmorency → Jacques de Montmorency → Jean II de Montmorency → Louis de Montmorency-Fosseux → Rolland de Montmorency-Fosseux → Claude de Montmorency-Fosseux → François Ier de Montmorency-Hallot → Louis de Montmorency-Bouteville → François de Montmorency-Bouteville → François-Henri de Montmorency-Bouteville → Paul de Montmorency-Luxembourg

## Sources
- David Bailie Warden, Nicolas Viton de Saint-Allais, Jean-Baptiste de Courcelles, Joseph Fortia d'Urban, L'art de vérifier les dates, vol. 34, Moreau, imprimeur, 1828 (présentation en ligne).